# Kettenschmiedemuseum Fröndenberg

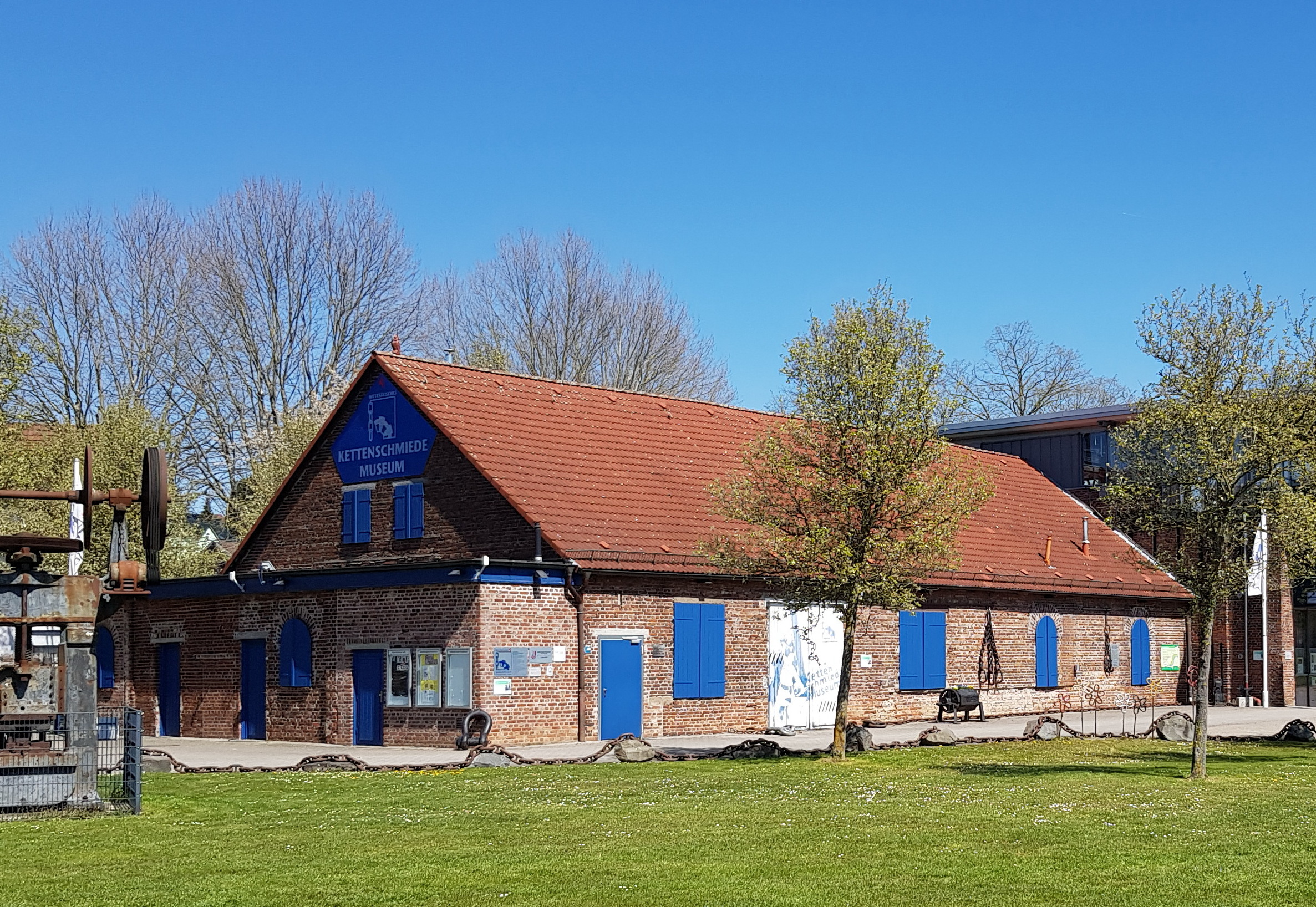
Kettenschmiedemuseum

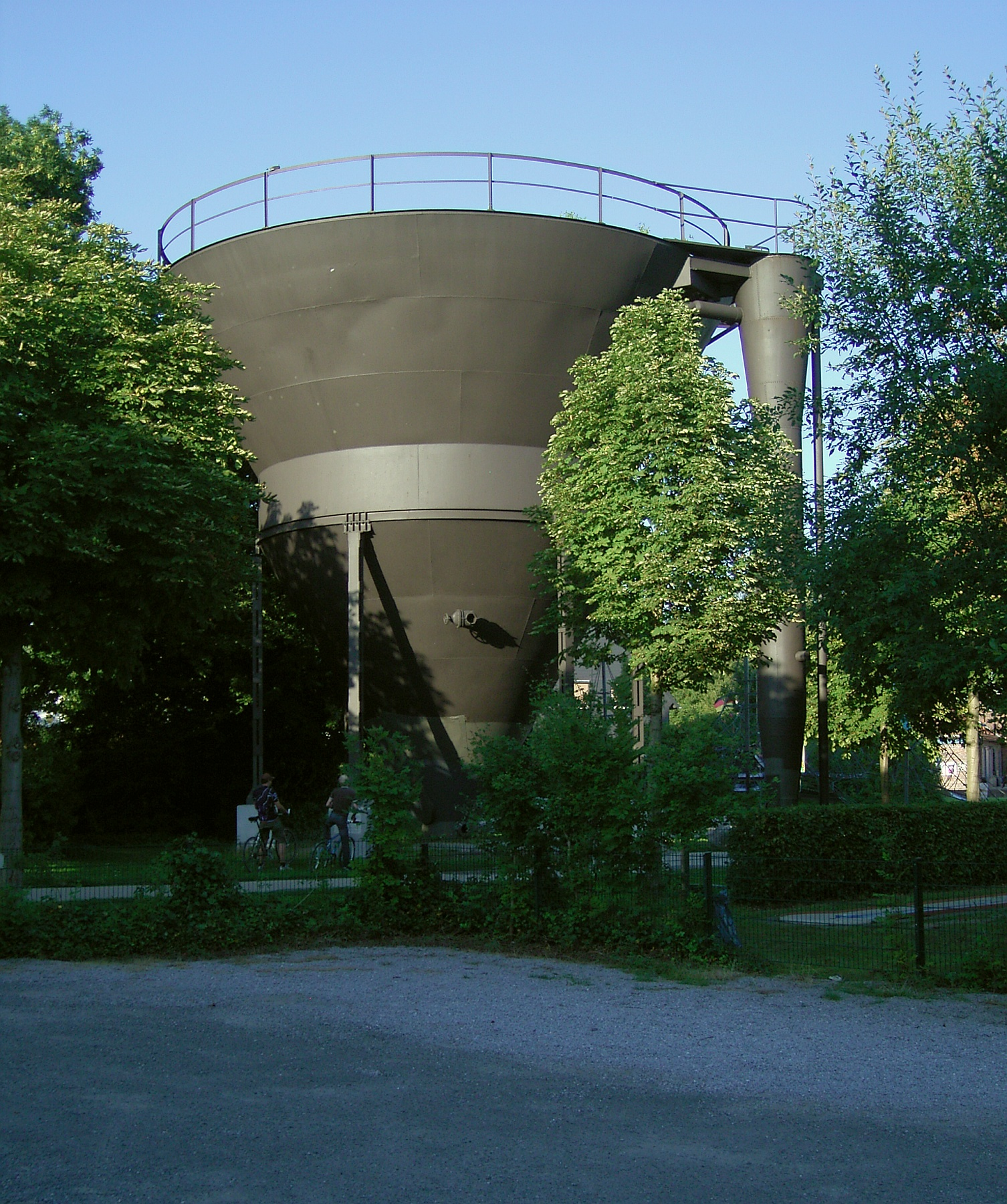
„Himmelmanntrichter“ neben dem Kettenschmiedemuseum

Das Kettenschmiedemuseum in Fröndenberg/Ruhr entstand in dem ehemaligen Magazingebäude der Papierfabrik Himmelmann. Es wurde innerhalb von drei Jahren errichtet und am 9. Mai 1999 eröffnet. Zur Ausstattung zählt ein Schmiedefeuer aus dem Jahre 1910, das in der Ruhrland Kettenfabrik Wilhelm Prünte eingesetzt wurde. Es zeigt die handwerkliche Herstellung von Ketten, wie sie früher durch Kettenschmiede ausgeführt wurde.
Die Herstellung von Ketten war seit vorindustrieller Zeit im märkischen Sauerland verbreitet. Im 19. Jahrhundert gründeten märkische Unternehmer Zweigbetriebe und neue Unternehmen auch in den benachbarten Gebieten, wie im heutigen Kreis Unna und im kölnischen Sauerland. Neben Fröndenberg waren Schwerpunkte das Möhnetal bei Sichtigvor und Mülheim, sowie das Röhrtal bei Hachen in der Nähe von Sundern. 
Typisch war für diesen Produktionszweig bis ins 20. Jahrhundert hinein die Mischung aus Fabrikproduktion und Heimarbeit. Im Möhnetal gab es neben einigen Arbeitern, die das ganze Jahr in der Fabrik oder zu Hause schmiedeten, zahlreiche kleine Landbesitzer und Bauern, die dem Gewerbe überwiegend in der kalten Jahreszeit nachgingen.
In unmittelbarer Nachbarschaft des Museums ist der seit 1996 denkmalgeschützte Fröndenberger Trichter erhalten, eine Anlage, die der Rückgewinnung von Rohstoffen aus den Abwässern der Papierproduktion diente.
Kurz nachdem das Museum eröffnet hatte, wurde es auch möglich, dort Hochzeiten zu feiern. So wurden hier bis Ende Oktober 2022 835 Ehen/Lebenspartnerschaften geschlossen.